# NGC 1614
NGC 1614 = Arp 186 ist eine verschmelzende Balken-Spiralgalaxie mit aktivem Galaxienkern vom Hubble-Typ SBc/P im Sternbild Eridanus am Südsternhimmel. Sie ist schätzungsweise 209 Millionen Lichtjahre von der Milchstraße entfernt und hat einen Durchmesser von etwa 85.000 Lichtjahren. NGC 1614 befindet sich im Endstadium der Verschmelzung zweier Galaxien. 
Halton Arp gliederte seinen Katalog ungewöhnlicher Galaxien nach rein morphologischen Kriterien in Gruppen. Diese Galaxie gehört zu der Klasse Galaxien mit schmalen Filamenten.
Das Objekt wurde am 29. Dezember 1885 von dem US-amerikanischen Astronomen Lewis A. Swift entdeckt.